# Maria Doyle Kennedy
Maria Josephine Doyle Kennedy (Clontarf, 25 de Setembro de 1964) é uma atriz e cantora irlandesa. Em 1988, ela casou com o músico Kieran Kennedy.

## Carreira

### Música
Maria lançou a sua própria música em Mermaid Records, uma marca que ela própria fundou, em 2001.
A sua estreia a solo foi com o álbum Charme lançado em 2001. Ela coordenou o álbum Sirens que é uma compilação de artistas do sexo feminino e que foi lançada em 2003. Ela lançou o álbum Skullcover composto de versões cover, em 2005.
O mais recente trabalho de Maria chama-se Mütter.

### Filmografia
Kennedy participou em "Nataly Murphy in The Commitments" (1991) e também pode ser vista em Gregory's Two Girls (1999), "Nothing Personal", "Moll Flanders" (1996), "The MatchMaker" (1997), "I Could Read the Sky" (1999), "Miss Julie" (1999), "J.J. Biker" (2001), "Mystics" (2002), "Tara Road" (2005) and "Spin The Bottle" (2003)," Titanic" (2012).
Ela também trabalhou em alguns filmes/séries televisivas. Por exemplo, ela teve uma pequeno papel como Patsy, a assistente do sofrimento Eoin McLove, na sitcom irlandesa "Father Ted", e como Marie, irmã de Stuart, na versão do Reino Unido de "Queer as Folk". Mais recentemente, ela interpretou o papel de Catarina de Aragão, em "The Tudors", pelo qual ela ganhou um IFTA Award como Melhor Actriz em Papel Secundário numa Série Televisiva.
Maria Doyle Kennedy fez uma aparição no seriado "Dexter" do canal Showtime, interpretando a babá do filho do personagem principal interpretado pelo ator Michael C. Hall.
Em 2011, participou da série britânica Downton Abbey como Vera Bates.
Atualmente, interpreta Siobhan Sadler (também apelidada de "Senhora. S" pelos seus filhos adotivos, Felix e Sarah), a guardiã de Kira - filha de Sarah - na série televisiva Orphan Black, co-produção entre BBC America e a emissora canadense Space. Também interpreta Jocasta Cameron, tia do protagonista James Fraser, na série Outlander do canal Starz.